# KS Pałac Bydgoszcz
KS Pałac Bydgoszcz är en volleybollklubb (damer) från Bydgoszcz, Polen. Klubben grundades 1982. De har vunnit polska mästerskapet en gång (1992-1993) och polska cupen tre gånger (1991-1992, 2000-2001 och 2004-2005).